# أورانينباوم-فورليتس
ارانينباوم وورليتس (بالألمانية: Oranienbaum-Wörlitz) هي بلدة ألمانية تقع في ألمانيا في ساكسونيا أنهالت. يقدر عدد سكانها بـ 8,882 نسمة .